# Anastasia Solovieva
Pour les articles homonymes, voir Soloviov.
Anastasia Solovieva (en russe : Анастасия Соловьёва), née le 23 avril 1997 à Degtiarsk (oblast de Sverdlovsk), est une athlète handisport russe concourant en T47 pour les athlètes ayant un handicap au niveau du tronc ou des membres supérieurs.

## Biographie
Solovieva est née sans avant-bras droit.
Sa tante Olga Mineyeva est médaillée d'argent aux Jeux olympiques d'été de 1980.

## Palmarès

### Jeux paralympiques
- Jeux paralympiques d'été de 2020 à Tokyo :
  -  400 m T47

### Championnats du monde
- Championnats du monde 2019 à Dubaï :
  -  4 × 100 m universel

### Championnats d'Europe
- Championnats d'Europe 2021 à Bydgoszcz :
  -  400 m T47
  -  4 × 100 m universel
  -  100 m T47
  -  200 m T47